# Stanisław Anastasow
Stanisław Dimitrow Anastasow, bułg. Станислав Димитров Анастасов (ur. 5 czerwca 1983 w Chaskowie) – bułgarski polityk i działacz partyjny, deputowany, w 2014 minister ochrony środowiska i zasobów wodnych.

## Życiorys
Przez jeden semestr studiował informatykę na Uniwersytecie Technicznym w Monachium. Uzyskał licencjat z zarządzania w biznesie na Uniwersytecie Sofijskim im. św. Klemensa z Ochrydy (2009) i magisterium z polityki publicznej na Nowym Uniwersytecie Bułgarskim (2012). Pracował krótko jako informatyk i administrator systemów na uczelniach.
W 2006 wstąpił do Ruchu na rzecz Praw i Wolności. W 2008 został sekretarzem organizacji młodzieżowej DPS, później odpowiadał w niej za sprawy międzynarodowe. Pełnił funkcję wiceprezesa międzynarodowej młodzieżówki liberalnej IFLRY (2011–2016), był też koordynatorem bałkańskiej organizacji liberalnej ISEEL (2012–2015). Od czerwca do sierpnia 2014 sprawował urząd ministra ochrony środowiska i zasobów wodnych w gabinecie Płamena Oreszarskiego (zastąpił w nim Iskrę Michajłową).
W 2014 uzyskał mandat posła do Zgromadzenia Narodowego 43. kadencji. W 2016 wszedł do centralnych władz wykonawczych swojego ugrupowania. W wyborach z lipca 2021, listopada 2021, października 2022, kwietnia 2023 i czerwca 2024 był również wybierany do bułgarskiego parlamentu. Do bułgarskiego parlamentu został wybrany także w kolejnych wyborach z października 2024, kandydując z ramienia komitetu zorganizowanego przez frakcję Delana Peewskiego. W marcu 2025 unieważniono jego wybór na skutek decyzji Sądu Konstytucyjnego; Stanisław Anastasow pozostał jednak członkiem parlamentu, obejmując mandat z innego okręgu.